# Massacre de Mautu
Le massacre de Mautu est une tuerie de masse commise le 10 janvier 2021 lors d'un raid militaire à Mautu dans la région du Sud-Ouest du Cameroun, lors de la crise anglophone. 
Le gouvernement et les séparatistes se rejettent la responsabilité. Le bilan annoncé serait de huit civils tués. Divers témoignages et sources accusent l'armée camerounaise. Yaoundé, dans un premier temps, accuse les séparatistes. Une enquête est exigée localement et internationalement,.

## Contexte
Depuis fin 2017, un conflit oppose les forces armées camerounaises à des rebelles séparatistes dans les régions anglophones du Nord-Ouest et du Sud-Ouest, multipliant les exactions et s'accusant de crimes contre les civils.

## Déroulement
Des témoins affirment qu'une cinquantaine de soldats, dont des membres du Bataillon d'infanterie motorisée (BIM), sont entrés à pied dans Mautu vers 14 heures le 10 janvier 2021 et ont ouvert le feu sans discernement alors que les gens s'enfuyaient. Des témoins affirment que les soldats ont tué neuf personnes, dont une femme de 50 ans et une fillette de 6 ans, et qu'ils sont allés d'une maison à l'autre à la recherche de séparatistes et d'armes, menaçant les habitants et pillant leurs biens. Certains de ces témoignages sont également confirmés par des médias internationaux et des organisations camerounaises de défense des droits de l'homme.

## Réactions internationales
- France : Le 12 janvier 2021, la France « condamne » le meurtre de « huit civils » à Mautu, appelant les autorités à « faire toute la lumière » sur « un crime injustifiable », sans en attribuer à quiconque la responsabilité[7].
- ONU : Le 15 janvier 2021, le sécretaire général de l'ONU António Guterres « prend note de la volonté du gouvernement d'ouvrir une enquête » sur ce drame qui a fait « au moins 10 morts parmi les civils »[7].